# هاري بيرس (لاعب دوري الرغبي)
هاري بيرس (بالإنجليزية: Harry Pierce)‏ هو لاعب دوري الرغبي أسترالي، ولد في 1913 في ماريكفيل ‏ في أستراليا، وتوفي في 12 ديسمبر 1975 في بوندي ‏ في أستراليا.